# ماهیدپور
ماهیدپور (به انگلیسی: Mahidpur) یک زیستگاه انسانی در هند است که در ناحیه اوجائین واقع شده‌است.

## خصوصیات
ماهیدپور ۴۲٬۰۰۰ نفر جمعیت دارد.